# 100 000 Whys
Pour les articles homonymes, voir 100 000.
Albums de Faye Wong
No Regrets
(1993) Mystery
(1994)
100 000 Whys (十萬個為什麼), sorti en septembre 1993, est le sixième album de Faye Wong. Ce sixième album est sorti chez le label Cinepoly.

## Titres
1. Flow Not Fly (流非飛)
2. Summer of Love
3. Like Wind (如風)
4. Cold War (冷戰)
5. Mature / Grow Up (長大)
6. If You Love Me Once Again / If You Really Love Me (若你真愛我)
7. Tempted Heart (動心)
8. Rainy Days Without You (雨天沒有你)
9. Tempt Me (誘惑我)
10. Do Do Da Da
11. Do We Really Care